# Sociologia della religione
La sociologia della religione è un ramo specializzato della sociologia. 
È essenzialmente lo studio della pratica, delle strutture sociali, del contesto storico, dello sviluppo, dei temi di fondo comuni a tutte le religioni. 
Si sottolinea in modo particolare il ruolo che la religione ha in quasi tutte le società del mondo, nel corso della storia. 
I sociologi della religione cercano di spiegare gli effetti della società sulla religione e gli effetti della religione sulla società, vale a dire il loro rapporto dialettico.

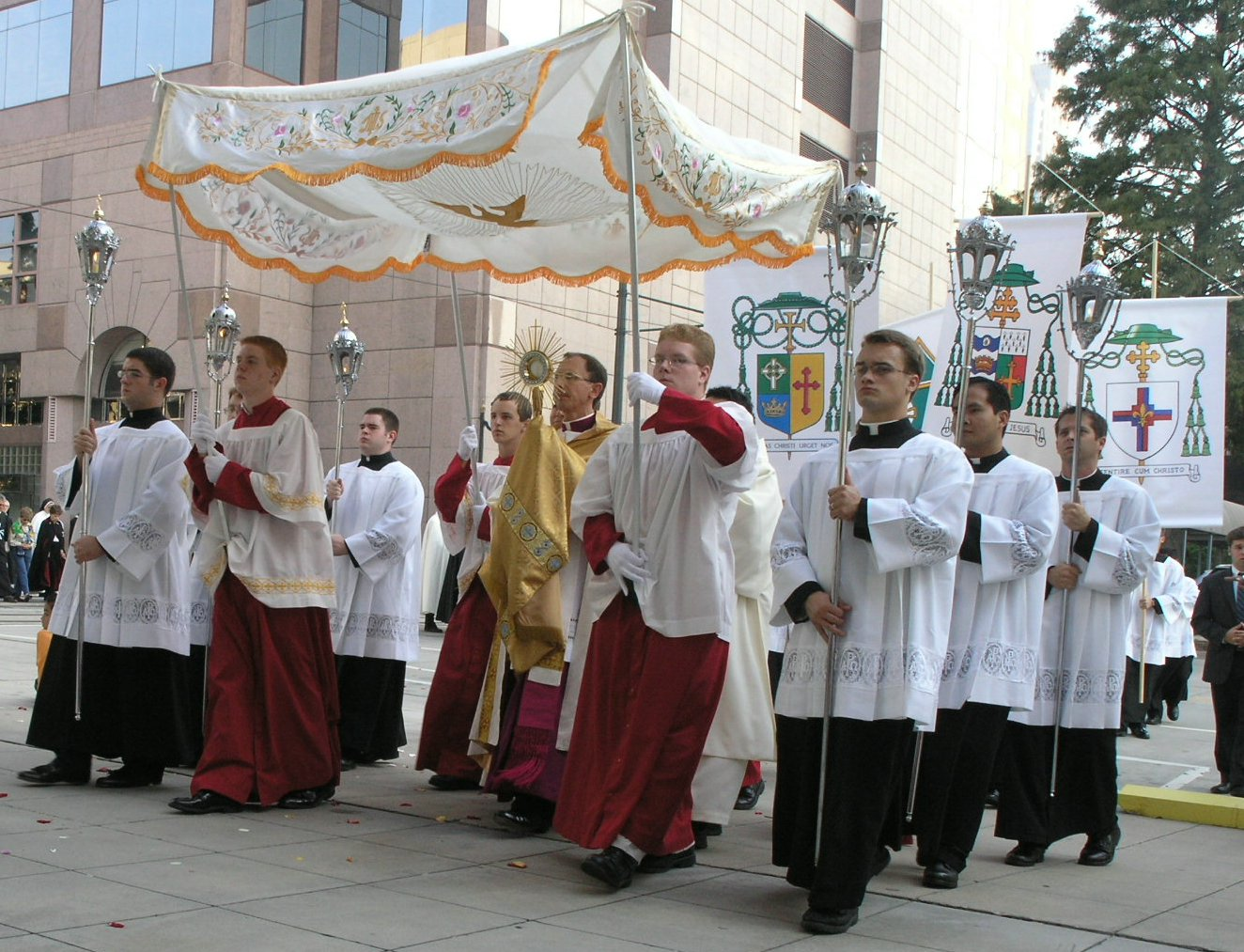
La religione cattolica esercita una notevole influenza tra le popolazioni nei Paesi occidentali. I Cattolici sono circa un miliardo.

## Storia
I "padri fondatori" della sociologia moderna del tardo Ottocento e del Novecento hanno dimostrato grande interesse per la religione e per i suoi effetti sulla società. 
Karl Marx, Émile Durkheim, Max Weber, ed Ernst Troeltsch fanno parte dei classici del pensiero occidentale; le idee seminali di questi sociologi continuano ad essere discusse anche ai nostri giorni. 
Alcuni dei più importanti sociologi della religione contemporanei sono: Peter Ludwig Berger,  Bryan R. Wilson, James Davison Hunter, Michael Plekon, Christian Smith, Rodney Stark e Robert Wuthnow.
Nonostante le predizioni negative di molti intellettuali e sociologi subito dopo la Seconda guerra mondiale, la religione ha continuato ad avere grande importanza nell'esistenza delle persone in tutto il mondo. 
In America, per esempio, la frequenza ai riti religiosi è rimasta relativamente stabile negli ultimi 40 anni. In Africa, la crescita del Cristianesimo è avvenuta ad un ritmo sorprendente: se all'inizio del Novecento in Africa c'erano circa 10 milioni di cristiani, oggi si stima che ce ne siano circa 200 milioni.
Il sorgere dell'Islam al livello di seconda religione mondiale, e specialmente la sua capacità di influenzare l'Occidente, rappresenta un altro sviluppo significativo in questa direzione. In breve, la preannunciata secolarizzazione (declino della religiosità) potrebbe sembrare non fondata, ma occorre comunque distinguere tra le varie definizioni che sono state proposte. 
Per esempio, alcuni sociologi hanno affermato che la frequenza in chiesa e credenze personali possono coesistere con la diminuzione dell'influenza delle autorità religiose sulle scelte sociali e politiche di uno Stato.
Una delle questioni più dibattute nella sociologia della religione è se essa abbia la capacità di prevedere le tendenze sociali. 
Molti sociologi avevano previsto l'aumento di religiosità quando alcuni intellettuali annunciavano la morte di Dio, anche se questa previsione non era condivisa da tutti. 
Altri esempi di predizioni corrette:
- James Hunter è noto per aver previsto le guerre culturali del tardo Novecento e specialmente la loro connotazione religiosa.
- Molti sociologi hanno previsto il sorgere del fondamentalismo islamico e la sua connessione con il terrorismo.
- Vari sociologi della religione (in modo particolare Robert Wuthnow) stanno ora prevedendo il successo delle politiche di finanziamento delle istituzioni caritative da parte del Governo americano.

### Tipologia dei gruppi religiosi
Secondo una tipologia comunemente accettata dalla maggioranza dei sociologi, i gruppi religiosi vengono classificati come chiese, culti, e sette. 
Occorre notare che i sociologi danno di questi termini definizioni precise che spesso differiscono da quelle comunemente diffuse; in particolare, il termine “setta” ha un'accezione che non ha nulla di negativo per i sociologi, contrariamente a quanto spesso avviene nel linguaggio comune.

## Il punto di vista della sociologia classica sulla religione
Durkheim, Marx, e Weber hanno elaborato teorie molto complesse sulla natura e influenze della religione. 
Durkheim e Weber in modo particolare sono spesso considerati autori difficili, anche perché nei loro scritti fanno pochi riferimente ad esempi concreti, ma tutti e tre concordano sulla grande importanza della religione per spiegare i fenomeni sociali.

### Karl Marx
Contrariamente a quanto dicono molti dei suoi interpreti, Karl Marx non considerava i suoi scritti come una condanna ideologica e morale del capitalismo dell'Ottocento, sebbene il suo risultato finale sia arrivare ad affermare la supremazia del sistema proletario e socialista sulla egoistica appropriazione di beni dei capitalisti. La sua critica si basava solamente su quello che si chiama scienza sperimentale. Marx intendeva adottare i metodi moralmente neutrali della sociologia e dell'economia allo scopo di migliorare lo sviluppo umano. Come afferma Kevin Christiano, "Marx non credeva nella scienze umane sradicate dal contesto sociale... pensava di proporre una teoria che sarebbe stata anche uno strumento utile... per provocare il totale crollo del sistema capitalistico sostituendolo con il socialismo" (p. 124).
In questa prospettiva, la sostanza del suo pensiero era che gli uomini fanno scelte migliori se si lasciano guidare dalla ragione. Marx riteneva che la religione, basandosi preferibilmente sulla fede, rappresentava un intralcio per la ragione e un ostacolo per la verità e quindi non era una buona guida per chi la seguiva. 
Marx considerava l'alienazione (divenire estranei a sé al punto da non riconoscere più se stessi, darsi agli altri, rendersi schiavi) come il cuore dell'ineguaglianza sociale e come la conseguenza della struttura socio-economica imperialista-capitalista, della costrizione al lavoro e della proprietà privata. L'antitesi dell'alienazione è la libertà. Così per far prevalere la libertà occorre presentare agli individui la verità e poi dare loro la scelta di accettarla o meno. “Marx non ha mai affermato che la religione doveva essere proibita." (Kevin Christiano, p. 126)
Al tempo di Marx e di Friedrich Engels la Rivoluzione Industriale era in rapido sviluppo con il fenomeno concomitante dello sfruttamento dei lavoratori. Marx notava che il sistema permetteva ai capitalisti di diventare sempre più ricchi, mentre i lavoratori rimanevano poveri. In più i lavoratori dell'industria facevano lavori ripetitivi e come tali erano facilmente rimpiazzabili da altri che potevano imparare subito il loro lavoro; la loro situazione era totalmente insoddisfacente. E qui, agli occhi di Marx, entra in gioco la religione. Come "oppio del popolo" la religione calma i sentimenti di oppressione che tormentano tutti quelli che vivono in condizioni di alienazione totale. Così serviva a mantenere in vita il sistema capitalistico, la dominazione di una classe sociale sulle altre. “L'abolizione della religione e della felicità illusoria che promette è il presupposto per offrire al popolo la felicità vera”. (Marx, Per la critica della filosofia del diritto di Hegel. Introduzione, scritta nel 1843).

### Émile Durkheim
Émile Durkheim adottò un approccio razionalista e scientifico allo studio della società, nel filone del Positivismo. Pur appartenendo ad una famiglia ebrea osservante, scelse il secolarismo. Era molto interessato a scoprire ciò che tiene insieme le complesse società moderne e sosteneva che la religione è un mezzo importante di coesione sociale.
Durkheim condusse per quindici anni ricerche sul campo tra gli indigeni australiani, studiando quella che considerava una religione “primitiva”, più facile da analizzare e da ritenersi archetipo di tutte quelle successive più complesse. Pubblicò questi studi nella sua famosa opera Le forme elementari della vita religiosa (1912). In quest'opera, Durkheim sostiene che gli dei totemici che gli aborigeni adorano sono in realtà l'espressione della loro concezione di società e ritiene che se questa interpretazione è valida, è riferibile e applicabile a tutte le altre forme di religione.
Per Durkheim, la religione non appartiene all'“immaginario”, per quanto egli la spogli di caratteristiche che molti credenti ritengono essenziali. La religione è molto reale: è l'espressione della società stessa e non esiste società che non abbia una forma di religione. Come individui percepiamo una forza più grande di noi stessi che è la società in cui siamo immersi e conferiamo a questa percezione connotati soprannaturali. Quando poi partecipiamo a riti religiosi di gruppo, questo fatto, per Durkheim, rende tale simbolismo ancora più grande ai nostri occhi. La religione è quindi un'espressione della nostra coscienza collettiva, la fusione di tutte le nostre coscienze individuali, che va a creare una sua propria realtà.
A questa teoria seguono dei corollari. Società meno complesse, come quella degli aborigeni australiani, hanno sistemi religiosi meno complessi, che si limitano a rituali totemici tribali, ma più la società è complessa, più il sistema religioso diventa complesso. Quando una società viene in contatto con un'altra, i loro sistemi religiosi tendono a divenire complementari. In una società dove la divisione del lavoro sembra rendere certi individui più importanti, (argomento che Durkheim aveva trattato in “La divisione del lavoro sociale” del 1893), il sistema religioso si modifica a sottolineare l'importanza della salvezza e della coscienza individuale.
La definizione di religione che Durkheim dà in “Le forme elementari” è la seguente: "Religione è un sistema unificato di credenze e di pratiche/riti relative a cose sacre, cioè separate (dalla vita comune). Tali credenze e pratiche unificano tutti quelli che vi aderiscono in una singola comunità morale chiamata chiesa” (Introduzione). Questa è una definizione funzionale di religione, e cioè spiega una religione a partire dagli effetti che “produce” nella vita sociale: essenzialmente unisce la società. Durkheim sottolinea la dicotomia che nelle religioni si fa tra sacro e profano, e che secondo lui si può ricondurre alla distinzione tra Dio e persone umane.
La definizione di Durkheim non intende stabilire esattamente in che cosa consista il Sacro. Così, sociologi della religione a lui posteriori, (e specialmente Robert Bellah) hanno derivato concetti come religione civile o religione di Stato. Per esempio, la religione civile americana si può dire che abbia i suoi propri oggetti sacri: la bandiera degli Stati Uniti, Abraham Lincoln, Martin Luther King, etc. Altri sociologi si sono spinti a trasferire il concetto di “Sacro” nel mondo degli sport popolari e della musica rock.

### Max Weber
Max Weber si differenzia da Karl Marx e Emile Durkheim in quanto focalizza la sua ricerca sugli effetti della attività e inattività religiosa. A Weber non interessa cercare di definire la religione nella sua essenza, come l'“oppio dei popoli” e strumento di potere, o come coesione sociale. Invece esamina come le idee religiose e i vari gruppi interagivano con altri aspetti della vita sociale, in modo particolare con l'economia, così facendo, Weber tenta di definire il significato soggettivo che la religione ha per l'individuo.
Nelle sue opere Weber usa il termine tedesco "Verstehen" (comprendere) per descrivere il suo atteggiamento di interpretazione dell'intenzione e del contesto dell'azione umana. Weber non segue i positivisti che cercano nella società “fatti” da connettere causalmente ad altri. Per quanto ritenga che si possa applicare allo studio della società qualche principio generale, non è interessato agli aspetti più meccanicistici del positivismo, ma a trovare connessioni e possibili spiegazioni all'interno di situazioni storiche e casi particolari.

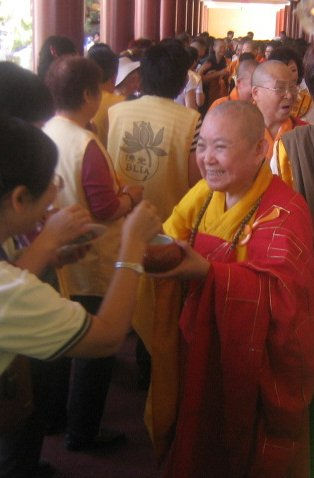
Una bhikkhuni buddista chiede l'elemosina in pubblico. Gli Induisti e Buddisti sono oltre un miliardo in Asia.

Weber afferma che per comprendere il comportamento religioso occorre capirne la logica interna. Un individuo o un gruppo religioso sono influenzati da tutta una serie di eventi, ma se affermano di agire per motivi religiosi, dovremmo cercare di comprendere la loro prospettiva anzitutto su tale terreno. Weber fa presente che la religione plasma la visione che una persona si fa del mondo, e questa prospettiva influenza la sua scala di valori e infine le sue scelte più importanti.
Per Weber, una funzione importante della religione è di rispondere alle innate esigenze umane di teodicea e di soteriologia. L'essere umano si pone sempre, prima o poi, le tipiche domande della teodicea – il problema del male, della morte. Le persone cercano di trovare una risposta, per esempio, al perché un giusto debba soffrire e un malvagio faccia fortuna. La religione offre risposte soteriologiche, sollievo dalla sofferenza e significati rassicuranti. La ricerca della salvezza può diventare una componente importante delle motivazioni al comportamento.
Dato che la religione gioca un ruolo importante nell'agire umano, Weber giunse alla conclusione che il Protestantesimo Calvinista fu una componente essenziale della nascita del capitalismo moderno, come scrisse nella sua opera più famosa e controversa, “L'etica protestante e lo spirito del capitalismo” del 1905.
In quest'opera, Weber sostiene che il capitalismo ricevette impulso in Europa dalle credenze dei Puritani inglesi circa la predestinazione. La teologia dei Puritani si basava sulla concezione calvinista che il numero dei salvati fosse limitato. Dio avrebbe salvato solo i predestinati, indipendentemente dalle loro opere. Secondo questa dottrina nessuno poteva esattamente sapere se facessero parte dei salvati.
Weber osserva che questo creava una situazione psicologica molto difficile; le persone erano comprensibilmente molto ansiose di sapere se fossero tra i condannati o tra i salvati. Così i Puritani cominciarono a lasciar circolare la credenza che se una persona cominciava ad avere successo economico, questo poteva essere considerato come un segno dell'approvazione da parte di Dio, ma a condizione che facesse buon uso del suo denaro. Questa concezione portò allo sviluppo della contabilità pianificata e alla intenzionale ricerca del successo economico, al di là delle semplici necessità vitali. Questo appunto è lo spirito del capitalismo. Con l'andare del tempo, queste abitudini collegate con lo spirito del capitalismo hanno perso il loro significato religioso, ed è rimasta la semplice ricerca del profitto economico. 
Le tesi esposte da Weber sono state molto criticate, ma sono ancora una fonte viva di discussioni teoriche tra i sociologi della religione. Weber diede anche notevoli contributi esaminando altri sistemi religiosi, come l'Induismo,  il Buddismo ed il Giudaismo antico.

## Sociologia della religione in Italia
La sociologia della religione è una disciplina attivata in alcune università italiane da molti anni. Tra i maggiori specialisti: Luigi Berzano, Roberto Cipriani, Franco Garelli, Massimo Introvigne, PierLuigi Zoccatelli, Massimo Ampola, Carmelina Chiara Canta, Luca Diotallevi, Giuseppe Giordan, Grzegorz J. Kaczynski, Arnaldo Nesti, Enzo Pace, Renzo Guolo, Pino Lucà Trombetta, Vincenzo Antonino Bova, Salvatore Abbruzzese